# T Orionis
T Orionis (T Ori / BD-05 1329 / GCRV 3447) es un sistema estelar en la constelación de Orión de magnitud aparente +11,25. Se encuentra aproximadamente a 1500 años luz del sistema solar.
T Orionis tiene tipo espectral A3 y es una estrella Herbig Ae.
Éstas son estrellas pre-secuencia principal que están en fase de crecimiento, incorporando material del exterior.
Son estrellas extremadamente jóvenes; T Orionis tiene una edad aproximada de 4 millones de años.
Con una incierta temperatura de 9750 K —8500 K según otra fuente—, posee una masa 2,4 veces mayor que la del Sol y es entre 50 y 83 veces más luminosa que este.
Gira sobre sí misma con una velocidad de rotación de al menos 175 ± 14 km/s.
Su metalicidad —abundancia relativa de elementos más pesados que el helio— es semejante a la solar.
T Orionis forma un sistema binario amplio con una compañera visualmente a 7,7 segundos de arco. A su vez, la propia T Orionis es una binaria espectroscópica, cuya duplicidad se conoce por el desplazamiento Doppler de sus líneas espectrales. Las dos componentes de esta binaria son de tipo espectral A2.
Por otra parte, T Orionis es una variable Orión cuyas variaciones de luminosidad son irregulares y eruptivas.